# ایست ویل (کالیفرنیا)
ایست ویل (به انگلیسی: Eastvale) شهری در شهرستان ریورساید، کالیفرنیا ایالت کالیفرنیا است که در سرشماری سال ۲۰۱۰ میلادی، ۵۳۶۶۸ نفر جمعیت داشته است.